# Aura (příznak)
Aura je lékařský termín pro označení dvou zcela odlišných stavů:
1. subjektivní pocit vnímaný pacientem zpravidla v úvodu epileptického záchvatu (jde již o projev epileptického záchvatu)
2. ložiskový příznak při migréně s aurou

## Epileptická aura
Epileptická aura je iktální (záchvatovitý) fenomén vnímaný pacientem. Konkrétní charakter aury je dán oblastí mozku, odkud záchvat vychází. Často může předcházet klinicky manifestnímu epileptickému záchvatu. Někdy proto bývá nesprávně označován jako určitá předzvěst epileptického záchvatu, i když ve skutečnosti jde již o záchvatovitý projev. Aury mají velmi důležitou roli v identifikaci epileptogenní zóny – tedy místa, které je odpovědné za vznik záchvatů. Odlišení epileptické aury od jiných somatických nebo psychických příznaků může být často velmi komplikované.
Příklady epileptických aur jsou např.:
- Epigastrická aura – pocit tepla stoupající z oblasti žaludku vzhůru
- Pocit již viděného, slyšeného či zažitého (déjà vu, déjà entendu, déjà vécu)
- Čichová nebo chuťová aura – vnímání nepříjemné vůně či chuti
- Intenzivní pocit strachu
- Abnormální vnímání velikosti či tvarů okolních předmětů či svého vlastního těla
- Znecitlivění či brnění části těla
- Vizuální aura – zrakové halucinace (tedy zrakové vjemy, které vznikají, jestli zrakový podnět nepůsobí), iluze (zkreslené vnímání zrakového podnětu), palinopsie (vnímání podnětu, který jíž působit přestal a někdy i jeho integrace do aktuálně vnímaného podnětu)[4]
- A mnoho dalších

## Migrenózní aura
Migrenózní aura představuje ložiskové neurologické příznaky pocházející z mozkové kůry nebo vzácněji z mozkového kmene obvykle předcházející nebo provázející bolest hlavy. Vyskytuje se asi u 30 % pacientů s migrénou. Podle toho, zda se aura u pacienta vyskytuje nebo ne, rozlišuje migrénu s aurou nebo bez aury. Vzácně můžeme pozorovat také výskyt aury bez bolestí hlavy. Mohou souviset s krevními sraženinami. Nejčastějšími aurami u migrény jsou:

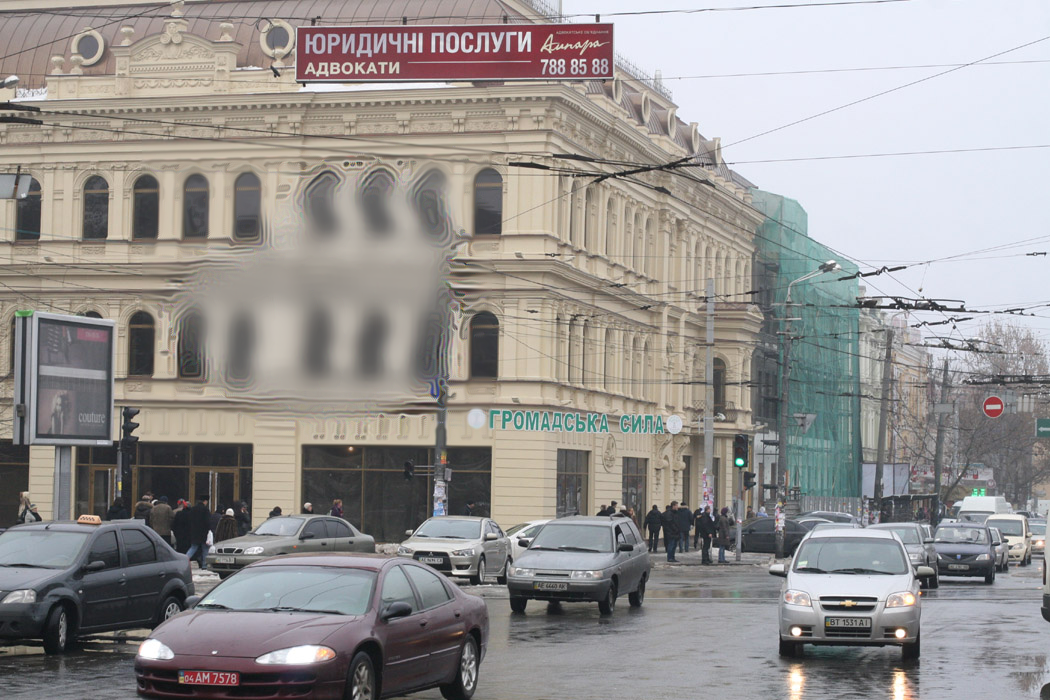
Ukázka zrakové aury u migrény – výskyt skotomu

- Zraková aura – nejčastěji má podobu scintilačního skotomu (výpadku, který při svých okrajích bliká) nebo tzv. fotopsií, což jsou bílé, tmavé nebo barevné skvrny, tečky nebo záblesky, které mohou blikat[6]

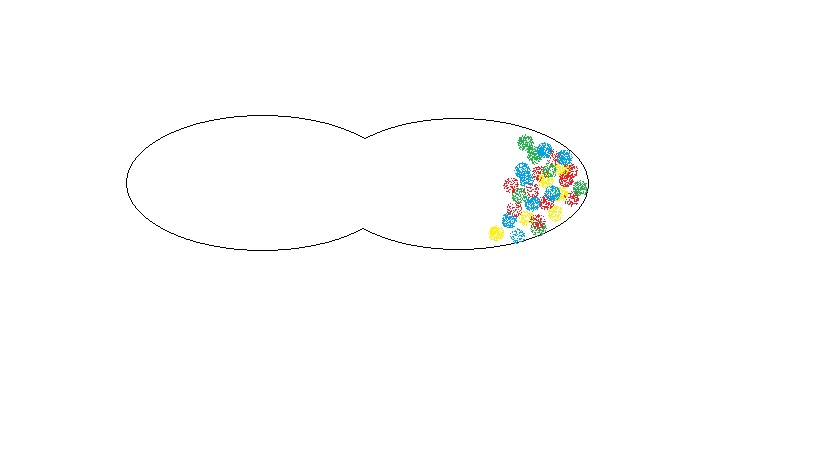
Příklad epileptické zrakové aury - barevná světla v periferii zorného pole, zde příklad aury z levého okcipitálního laloku

- Senzitivní aura
- Řečová aura
- Hemiplegická aura (vzácné)
- Kmenová aura (vzácné)

## Rozdíly mezi epileptickou a migrenózní zrakovou aurou
Epileptická aura trvá řádově desítky sekund, na rozdíl od migrenózní aury, která trvá průměrně 20 minut. Podle studie srovnávající epileptickou a migrenózní auru byla epileptická aura omezena na jednu polovinu zorného pole v 74 %, v případě mingernózní aury ve 29 %. Dostředivé nebo odstředivé šíření zrakových fenoménů se vyskytovalo pouze u pacientů s migrénou, a to ve 37 %. Pokud je zraková aura doprovázeny příznaky jako je nauzea, zvracení, foto/fonofobie, jednalo se vždy o migrenózní auru.